# Bataille de Toulon (1944)
Ne doit pas être confondu avec Bataille de Toulon (1744).
Seconde Guerre mondiale
Batailles
2e campagne de France
- Corse
- Limousin
- Ain et Haut-Jura
- Les Glières
- Ascq
- Division Brehmer
- Mont Mouchet
- Opérations SAS en Bretagne
- Bataille de Normandie
- Guéret
- Brigade Jesser
- Cornil
- 1er Tulle
- 2e Tulle
- Argenton-sur-Creuse
- Oradour-sur-Glane
- 1er Ussel
- Saint-Marcel
- Saffré
- Mont Gargan
- Vercors
- Penguerec
- Lioran
- Égletons
- 2e Ussel
- Débarquement de Provence
- Port-Cros
- La Ciotat
- Toulon
- Martigues
- Marseille
- Nice
- Rennes
- Saint-Malo
- Brest
- Paris
- Mont-de-Marsan
- Montélimar
- Maillé
- Écueillé
- La Saulx
- Meximieux
- Nancy
- Colonne Elster
- Dunkerque
- Arracourt
- Saint-Nazaire
- Lorient
- Metz
- Royan et de la pointe de Grave
- Campagne de Lorraine
- Colmar

Front d'Europe de l'Ouest
Front d'Europe de l'Est
Campagnes d'Afrique, du Moyen-Orient et de Méditerranée
Bataille de l'Atlantique
Guerre du Pacifique
Guerre sino-japonaise
La bataille de Toulon est l'ensemble des actions et combats, du 20 au 26 août 1944, qui conduisent à la libération de Toulon occupée par les Allemands depuis novembre 1942. Ces combats opposent les forces françaises du général  de Larminat et les Forces françaises de l'intérieur (FFI) aux Allemands du général Johannes Bäßler et de l'amiral Heinrich Ruhfus.

## Présentation
Le 15 août 1944 a lieu le débarquement en Provence. À cette occasion, l'occupant fait sauter les installations portuaires : plus de 200 navires sont coulés et le célèbre pont transbordeur de Marseille détruit. Le 19, le général de Lattre de Tassigny reçoit l'ordre du général Patch, commandant la VIIe armée américaine, de prendre Toulon et Marseille. Deux groupements sont constitués afin d'attaquer les deux ports simultanément :
- premier groupement aux ordres du général  de Larminat, commandant le 2e corps d’armée, chargé d'attaquer Toulon : 52 000 hommes principalement de la 1re division de marche d’infanterie (1re DMI), de la 9e division d'infanterie coloniale (9e DIC)
- second groupement, aux ordres du général de Goislard de Monsabert, chargé d'attaquer Marseille : 12 000 hommes, essentiellement de la 3e division d'infanterie algérienne (3e DIA) , des groupements de tabors marocains (GTM) et du CC1 (Combat Command 1) de la 1re division blindée (1re DB).

## Forces en présence

### France
- 1re division de marche d’infanterie (1re DMI), ex 1re DFL du général Brosset
  - Bataillons de marche no 4, no 5, no 11, no 21 et  no 24
  - 22e bataillon de marche nord-africain (22e BMNA)
  - Bataillon d'Infanterie de Marine et du Pacifique (BIMP)
  - 1er régiment de fusiliers marins (1er RFM)
  -  Régiment d'infanterie coloniale du Maroc (RICM)
  - Régiment d'artillerie coloniale du Maroc (RACM)
  - Régiment colonial de chasseurs de chars (RCCC)
  -  Régiment d'artillerie coloniale du Levant (RACL)

- 3e division d'infanterie algérienne (3e DIA) du général de Goislard de Monsabert
  -  3e Régiment de tirailleurs algériens (3e RTA)
  - 7e Régiment de chasseurs d'Afrique (7e RCA)
  - 3e régiment de spahis algériens de reconnaissance (3e RSAR)

- 1re division blindée (1re DB) du général Touzet du Vigier.
  - 5e Régiment de chasseurs d'Afrique (5e RCA)

- 9e division d'infanterie coloniale (9e DIC) du général Magnan.
  - 4e Régiment de tirailleurs sénégalais (4e RTS)
  - 6e Régiment de tirailleurs sénégalais (6e RTS)
  - 13e Régiment de tirailleurs sénégalais (13e RTS)

- Commandos d'Afrique
- Bataillon de choc

### Allemagne
- 242e division d'infanterie, ainsi que 5 500 hommes de la Luftwaffe et 2 833 de la Kriegsmarine

## Déroulement des opérations
Compte tenu de la réussite du débarquement allié, de Lattre décide de hâter la libération de Toulon et n’attend pas le débarquement de son second échelon. La mission est confiée à la 3e DIA (au nord) et à la 1re DFL (au sud) avec pour appui le 2d CC de la 1re DB et le 2e RSAR. Le centre du dispositif est donné à la 9e DIC.
Cette opération se distingue en trois phases distinctes :
- investissement du secteur : à partir du 19 août, le 3e RSAR, le 2e RSAR puis le 7e RCA partent de Puget-Ville et contournent Toulon par le nord pour se placer à l’ouest (Bandol) et au nord-ouest de la ville (hauteur des Quatre Chemins). Le 3e RTA quant à lui progresse en direction du nord de la ville. Le 20 août en fin d’après midi, le lieutenant Alland, commandant la 1re compagnie du 3e RTA, pénètre le premier dans Toulon. Il parvient à faire le tour des installations de défense allemandes et les renseignements transmis au colonel de Linares, faciliteront la prise de la ville. Le 3e RTA est rejoint le 21 par le bataillon de choc et le détachement de chars (3e RSAR). De son côté, la 1re DFL a progressé sur l’est de Toulon mais est accrochée en plusieurs points (Les Pousselons, mont Redon, Golf Hotel). Pour le 6e RTS de la 9e DIC avec les chars du 5e RCA les accrochages ont lieu sur Solliès. Toujours à l’est, les commandos d’Afrique prennent le fort du Coudon sur le mont éponyme (700 mètres d'altitude) ;
- démantèlement : la 9e DIC et la 1re DFL progressent à l’est de Toulon mais sont accrochées sévèrement (massif du Touar, La Garde, Le Pradet et La Valette). Au nord, le bataillon de choc et le 3e RTA aidés de FFI investissent la ville et le fort de la Croix du Faron sur le mont Faron. L’accrochage le plus sérieux étant celui de la Poudrière. Néanmoins, les forces françaises parviennent à investir la ville et à couper les liaisons vers l’ouest ;
- la réduction définitive : le nettoyage de la ville est confié à la 9e DIC (4e, 6e et 13e RTS). La reddition de la ville a lieu le 26 août 1944.

## Bilan
Selon le général de Lattre, les pertes de l'armée française sont de 2 700 tués ou blessés. Les pertes du 6e Régiment de tirailleurs sénégalais (6e RTS) commandé par le général Salan sont pour la période du 18 au 25 août 1944 de 124 Européens (35 tués, 2 disparus et 87 blessés) et 463 Africains (72 tués, 17 disparus et 374 blessés). Les Allemands comptent environ 1 000 tués et 17 000 prisonniers.

## Hommages

### Inscriptions de bataille
L'inscription de bataille Toulon 1944 est attribuée aux drapeaux des :
- 1er Régiment de choc (héritier du bataillon de choc et du groupe de commandos d'Afrique)
- 3e Régiment de tirailleurs algériens (3e RTA)
- 5e Régiment de chasseurs d'Afrique (5e RCA)
- 7e Régiment de chasseurs d'Afrique (7e RCA)
- 4e Régiment de tirailleurs sénégalais (4e RTS)
- 6e Régiment de tirailleurs sénégalais (6e RTS)
- Régiment d'infanterie coloniale du Maroc (RICM)
- Régiment d'artillerie coloniale du Maroc (RACM)
- Régiment d'artillerie coloniale du Levant (RACL)
- 2e Régiment d'infanterie coloniale ( 2e RIC)

### Monuments et plaques commémoratives de la libération de Toulon
- Place de la Liberté (centre-ville de Toulon)

« Ici même, le 28 août 1944, des éléments du 3e spahis algérien, du bataillon de choc, du 3e tirailleurs algériens et du 7e régiment de chasseurs d'Afrique ont fait flotter le drapeau français sur Toulon »

— Texte de la plaque commémorative Place de la liberté, Toulon
- La Rode : stèle au 3e RTA
- Hameau des Dardennes : monument au 3e RTA
- Place Louis-Charry : stèle aux 3e RTA et II/67e RAA
- Plaque commémorative de l'action du lieutenant Alland au no 813 avenue des Moulins.
- Quartier Saint-Antoine: plaque au 3e RTA (1re compagnie)
- Porte Malbousquet, de l'arsenal : plaque au 1er bataillon du 4e RTS
- Fort d'Artigues : plaque au 1er bataillon du 6e RTS
- Rond-point de la 9e DIC : monument à la 9e DIC
- Toulon: plaque au 1er bataillon de choc